# 일직동
일직동(日直洞)은 경기도 광명시의 행정동 및 법정동으로, 광명역의 소재지다. 경기도 안양시 만안구 호현동과 접하는 지역이다.
본래는 행정동 소하2동 산하의 법정동이었으나, 2021년 11월 29일에 소하2동에서 분리되어 독립된 행정동으로 출범했다.

## 역사
- 삼국시대 잉벌노현
- 통일신라시대 곡양현
- 고려시대 금주현
- 조선초기 경기도 금천현 서면
- 조선말기 경기도 시흥현 서면 일직리, 자경리
- 1914년 경기도 시흥군 서면 일직리
- 1979년 경기도 시흥군 일직리
- 1980년 서울통화권 편입
- 1981년 경기도 광명시 일직동 (행정동 소하2동 산하)
- 2021년 11월 29일 소하2동에서 분리하여 행정동 일직동 신설
- 2022년 4월 15일 안양 박달하수처리장 부근 광명ㆍ안양 간 경계조정[1]

## 개요
일직동에는 2004년 4월에 개통한 광명역이 있으며, 현재 이 지역을 중심으로 연계교통망 확충 및 주변 역세권 개발사업이 활발하게 진행 중이다.

## 변천
조선 전기에는 금천현 서면 지역이었으며, 조선 후기에는 시흥군 서면 일직리·자경리 지역이었다. 1914년 금천(시흥)·안산·과천 등 3개의 군을 시흥군으로 통합하면서 시흥군 서면 일직리로 개편되었다. 1964년 일직1~3리로 개편되었고, 1979년 소하읍 일직리가 되었다. 1981년 7월 1일 시흥군 소하읍이 광명시로 승격되면서 광명시 일직동으로 개칭했고, 관할 행정동인 소하2동 산하에 편제되었다.
2004년 4월 1일에 KTX 광명역이 개업했으나, 역 주변 개발은 지지부진했었다. 하지만 양기대 당시 광명시장이 코스트코 코리아 본사 및 코스트코 광명점, 이케아 광명점을 유치한 것을 시작으로 역세권 아파트 분양까지 성공하면서 광명역세권 사업이 순조롭게 진행되었다.
2021년 11월 29일 소하2동에서 분리되어 독립된 행정동으로 출범했다.

## 법정동
- 일직동

## 교통

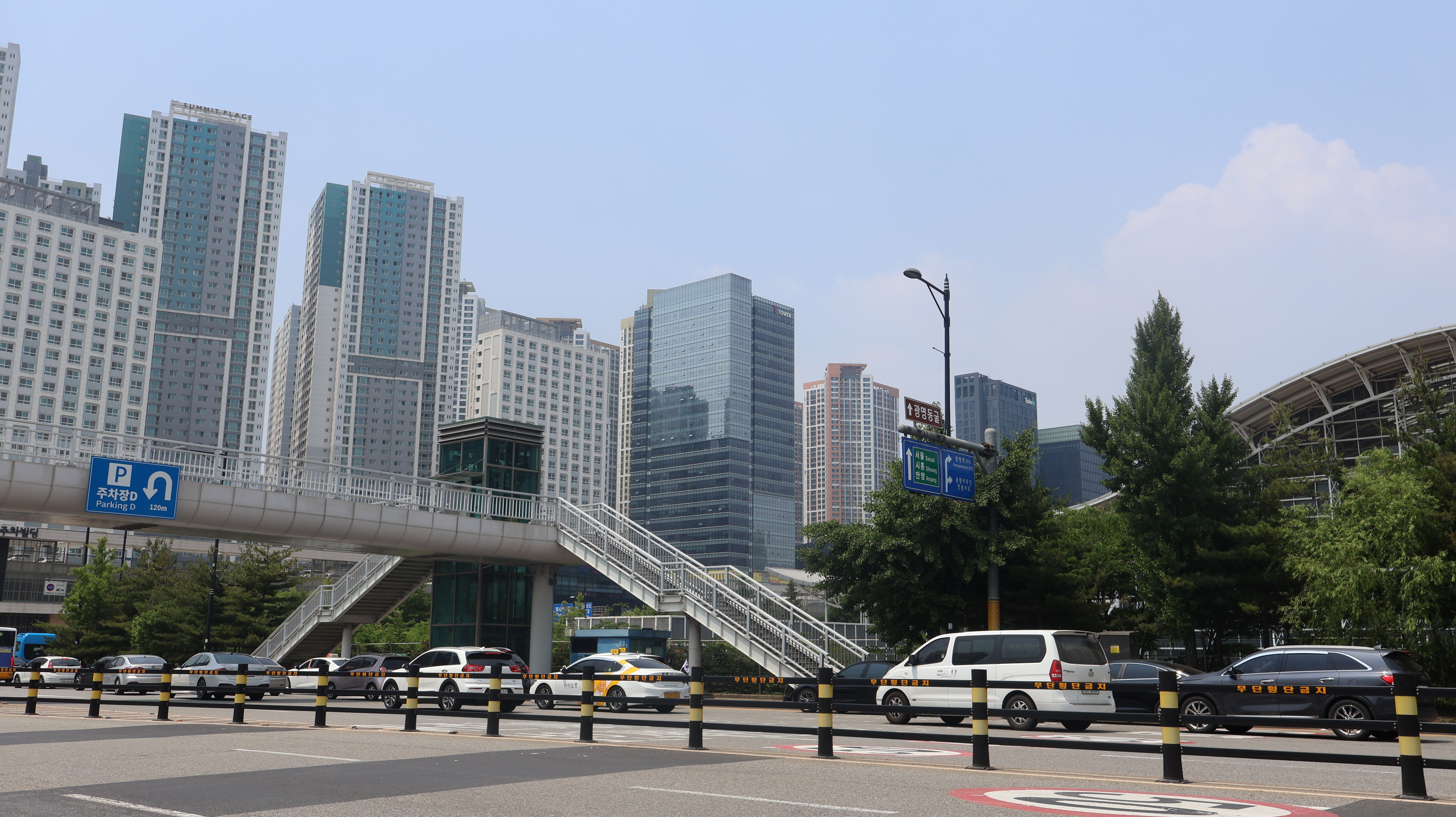
광명역 부근

- 광명역
- 광명종합터미널
- 서해안고속도로
- 제2경인고속도로
- 평택파주고속도로